# Save America
Save America (fundado el 9 de noviembre de 2020) es un comité de acción política (PAC por sus siglas en inglés) fundado y controlado por el presidente estadounidense Donald Trump. Ha sido el principal brazo de recaudación de fondos y gasto político de Trump desde que dejó el cargo.

## Historia
El expresidente de los Estados Unidos, Donald Trump, fundó y controla el comité de acción política (PAC por sus siglas en inglés) Save America. Save America se fundó y se registró en la Comisión Federal de Elecciones el 9 de noviembre de 2020, dos días después de que se declararan los resultados de las elecciones presidenciales de 2020. Su tesorero es Bradley T. Crate, quien había sido tesorero de la campaña de Trump. Se encuentra en Arlington, Virginia.
Save America ha sido el principal brazo de recaudación de fondos y gasto político de Trump desde que dejó el cargo. ABC News escribió que Trump y sus aliados «han presionado sistemáticamente a sus partidarios para que donen al PAC, a menudo utilizando afirmaciones falsas sobre las elecciones de 2020 y solicitando donaciones para reprender las múltiples investigaciones sobre el expresidente, sus negocios y sus acciones el 6 de enero».

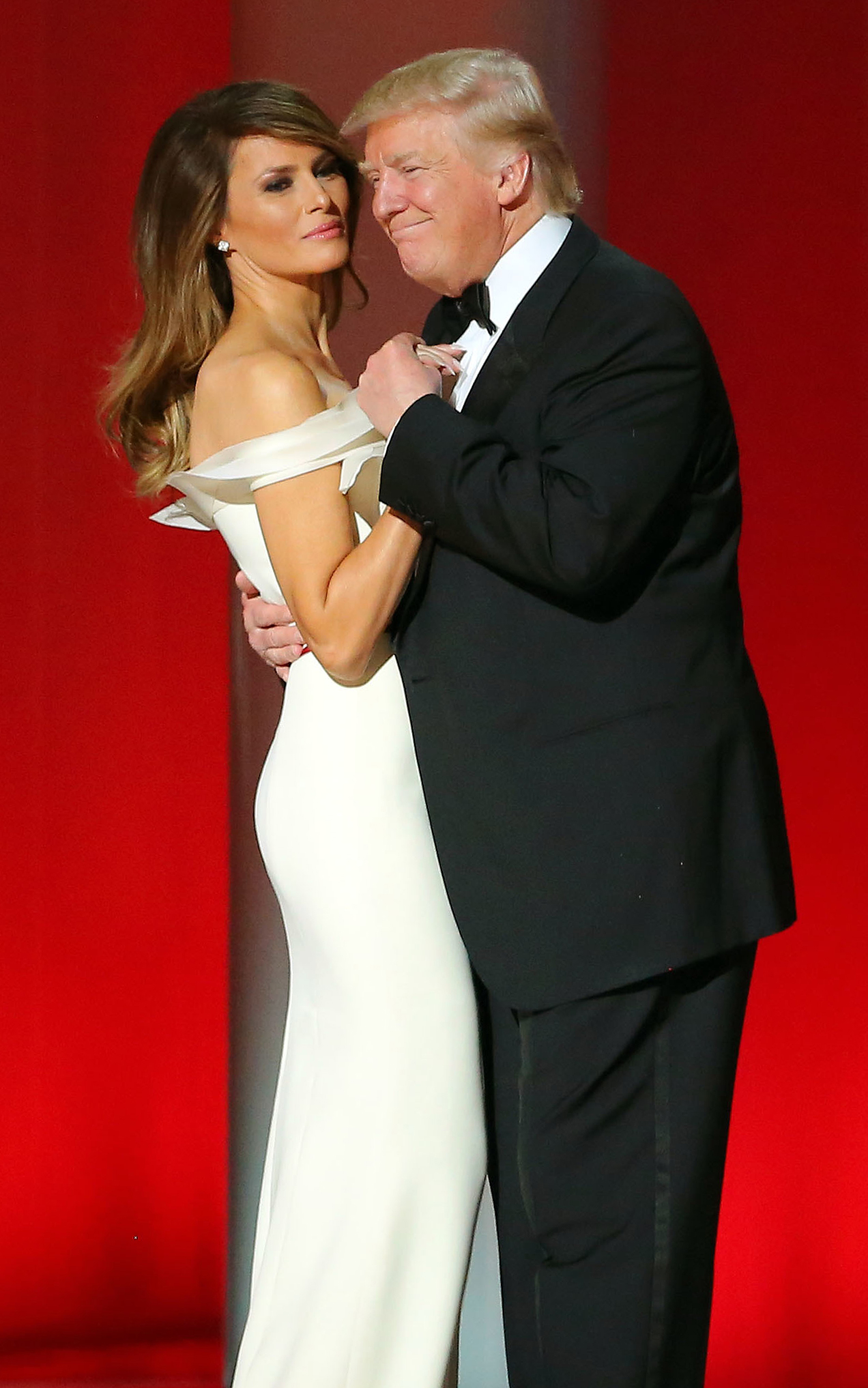
Donald Trump bailando con la entonces primera dama Melania Trump, que lleva un vestido de Hervé Pierre.

Trump ha utilizado el PAC para pagar sus mítines posteriores a la presidencia, viajes, gastos de personal, $16 millones en facturas legales (incluidas las de los confidentes y ayudantes de Trump llamados a testificar ante el Comité Selecto de la Cámara de Representantes de los Estados Unidos sobre el Ataque del 6 de Enero) y retratos de él y la ex primera dama que algún día colgarán en la Galería Nacional de Retratos del Instituto Smithsoniano ($650 000). Save America también ha donado $ 1 millón al Conservative Partnership Institute (que está vinculado al exjefe de Gabinete de Trump, Mark Meadows); $ 1 millón para el America First Policy Institute (que fue iniciado y está parcialmente dirigido por exfuncionarios de la administración de Trump); $200 000 a las propiedades de Trump Hotel; y $132 000 al estilista de moda de la ex primera dama Melania Trump, Hervé Pierre.

### 2022
En febrero de 2022, Save America pagó los honorarios legales cobrados por Stefan Passantino, un exabogado adjunto de la Casa Blanca de Trump, para representar a la exasistente de la Casa Blanca desempleada Cassidy Hutchinson, a quien el Comité de la Cámara de Representantes de EE. UU. había entregado una citación. Después de que ella fue depuesta, Hutchinson recibió una llamada de un alto asistente de Mark Meadows que decía: «Mark quiere que te haga saber que él sabe que eres leal y que mañana harás lo correcto y que lo protegerás a él y al jefe». Preocupada de que su testimonio se transmitiera a Trump, y sospechando que el equipo legal de Passantino se lo había filtrado, canceló la representación de Passantino sobre ella. Luego, Hutchinson contrató a la abogada Jody Hunt, quien accedió a representarla de forma pro bono.
A junio de 2022, más del 60 % de las contribuciones a Save America procedían de jubilados. 
El gasto de Save America aumentó en agosto de 2022 a más de $ 6,3 millones, su total mensual más alto del año hasta ese momento. Ese mes, Save America hizo una contribución de $150,000 a Wyoming Values, un súper PAC que trabajaba para derrotar a la representante republicana de EE. UU. Liz Cheney. El PAC comenzó en septiembre de 2022 con más de $92 millones en efectivo.
En octubre de 2022, el PAC transfirió 20 millones de dólares al nuevo súper PAC de Trump MAGA Inc.. En noviembre de 2022, el organismo de control de finanzas de campaña Campaign Legal Center presentó una denuncia ante la Comisión Federal de Elecciones (FEC), alegando que la transferencia fue inapropiada dado que Trump ya era candidato presidencial cuando realizó la transferencia.
En noviembre de 2022, cuando Trump comenzó su campaña presidencial de 2024, 99 centavos de cada dólar que recaudó en línea se destinaron a su campaña. Un centavo fue para Save America. Sin embargo, en febrero o marzo de 2023 ajustó esa división, de modo que 90 centavos de cada dólar donado a él se destine a su campaña y el 10% de las donaciones se destine a Save America. Debido a que, en general, un PAC como Save America no puede gastar dinero directamente en la campaña del candidato y, por el contrario, su comité de campaña no puede pagar directamente cosas que beneficien personalmente al candidato, Save America puede pagar los gastos legales de Trump, mientras que su campaña no puede hacerlo.

### 2023
En enero de 2023, Save America tenía $ 18 millones en efectivo disponibles. Hasta esa fecha, los estados en los que había recaudado más dinero de los residentes eran Virginia ($12 millones), California ($8 millones) y Texas ($7 millones). 
En junio de 2023, el ayuda de cámara de Trump, Walt Nauta, fue acusado por un gran jurado federal; Save America está pagando los honorarios legales de Nauta. Nauta fue acusado de mover cajas bajo la dirección de Trump que incluían documentos clasificados retenidos ilegalmente y documentos relacionados con la defensa nacional a la residencia de Trump, y luego mentir al respecto a los investigadores federales. Los cargos se castigan con hasta 90 años de prisión, si Nauta es condenado.

## Investigación de PAC
En septiembre de 2022 se informó que un gran jurado federal de Washington D. C. había emitido citaciones a varios testigos en busca de información relacionada con la formación, las actividades de recaudación de fondos y los recibos de dinero y gastos de Save America. Entre los citados se encontraban asistentes de nivel medio y junior de Trump durante y después de su presidencia, Nicholas Luna (exasistente personal de Trump), director financiero de la campaña de Trump de 2020 y exjefe de personal de Ivanka Trump. Se han emitido docenas de citaciones a empresas que recibieron dinero de Save America, incluidos bufetes de abogados.